# Northfield East Broch

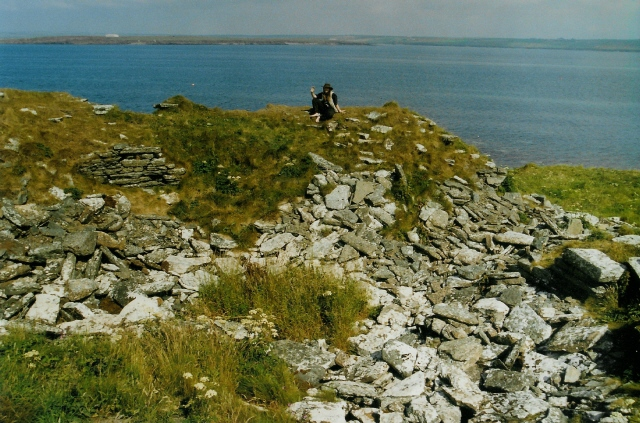
Northfield East Broch

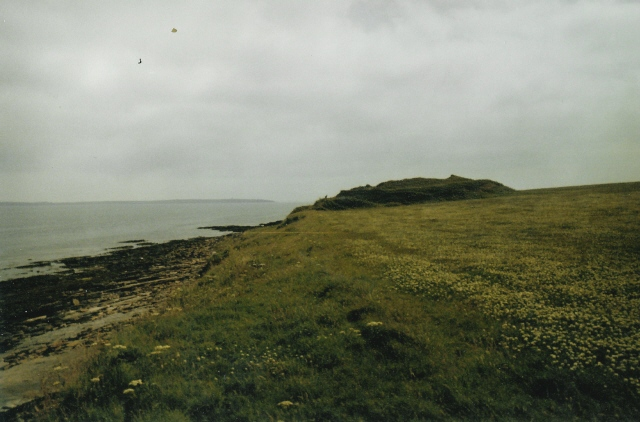
Broch von Westen

Der Northfield East Broch steht an der Nordostspitze der Orkneyinsel Burray in Schottland.

## Beschreibung
Der gut gebaute, aber baufällige eisenzeitliche Broch hat intramurale Nischen, deren Mauern zum Teil bis zu ihrer ursprünglichen Höhe erhalten, aber mit einer Masse von Schutt gefüllt sind. Die Mauer ist im Norden etwa 2,0 Meter hoch während sie im Nordosten zusammengebrochen ist. Der Broch steht auf einer niedrigen Klippe. Der Standort verfügt jedoch über einen Anlandeplatz, auf dem Boote in einen Naust gezogen werden konnten.
Der Broch hat einen Außendurchmesser von etwa 19,5 m bei einer Wanddicke von etwa 4,0 m und einem Innendurchmesser von mehr als 11,0 m. Der Zugang, in dem sich auf beiden Seiten Wächterzellen (englisch guard-cells) befinden, liegt im Osten. Im Gang, der sich innen verbreitert, ist ein Anschlag für eine Verschlussvorrichtung erhalten.
Eine T-förmige Nische mit zentralem Zugang liegt im Norden. Gegenüber im Süden liegt der Zugang zu einer kleineren Nische und einer intramuralen Treppe, die im Uhrzeigersinn ansteigt, aber nur im unteren Teil erhalten ist. Etwa im Südwesten liegt eine weitere kleine Nische.

## Außenstrukturen
Eine Besonderheit auf Orkney ist das Auftreten von Nebengebäuden an einigen Standorten. Frischwasser wurde wahrscheinlich von einem heute ausgetrockneten Bach im Westen geholt. Vor dem Zugang wurde durch Zufall ein Durchgang durch den umgebenden Wall zu der Quelle entdeckt. Die externe Quelle wurde in den Felsen gehauen und erinnert an die Wasserversorgung von Brochs auf dem Festland. Die Quellen scheinen sowohl für die Wasserversorgung als auch für den rituellen Gebrauch genutzt worden zu sein. Es scheint jedoch extern keine weiteren Strukturen gegeben zu haben. Zwischen Broch und Wall sind mehrere Steine erhalten, die den Raum unterteilen und aus piktischer Zeit stammen.
Der Broch hatte 400 m westlich ein Gegenstück, das jedoch fast vollständig zerstört wurde, um Geschützstellungen zu bauen. Zwei weitere vermutliche Brochs lagen auf der Südseite der Insel, die ihren Namen (Burray - Brochinsel) von ihnen hat.